# 朱慧昌
朱慧昌（？－1795年）為中國清朝官員，本籍浙江。朱慧昌於1794年（乾隆59年）以鹿港同知身分奉旨接替遇昌，於台灣地區擔任台灣府知府。而此官職是台灣清治時期此期間，受台灣道制約的台灣地方父母官。翌年，卸任回任鹿港同知。
1795年，他因陳周全民變陣亡殉職。
| 官衔         | 官衔                               | 官衔          |
| ------------ | ---------------------------------- | ------------- |
| 前任： 張承? | 汀州府知府 乾隆五十三年 （1788年） | 繼任： 張采五 |
| 前任： 遇昌  | 台灣府知府 1794年上任              | 繼任： 遇昌   |